# Восток (футбольний клуб)
Футбольний клуб «Восток» (Усть-Каменогорськ) або просто «Восток» (каз. Восток Өскемен Футбол Клубы) — професіональний казахський футбольний клуб з міста Усть-Каменогорськ.

## Хронологія назв
- 1963–1996: Восток (Усть-Каменогорськ)
- 1997: Восток-Аділ (Усть-Каменогорськ)
- 1998: Восток-УСТ (Усть-Каменогорськ)
- 1999–2002: Восток-Алтин (Усть-Каменогорськ)
- З 2003: Восток (Усть-Каменогорськ)

## Досягнення
- Кубок Казахстану
  -  Володар (1): 1994
  -  Фіналіст (2): 1997, 1999

- Перша ліга чемпіонату Казахстану
  -  Чемпіон (1): 2010
  -  Срібний призер (2): 2012, 2015

## Статистика виступів на континентальних турнірах
| 1995 | Кубок володарів кубків Азії | Перший раунд | Ак-Марал | т.п. |     |     |
| 1995 | Кубок володарів кубків Азії | Другий раунд | Бахман   | 2–2  | 0–1 | 2–3 |

## Відомі гравці
- Юрій Авдеєнко
- Сергій Гороховодацький
- Сергій Квочкін
- Віталій Шашков
- // Олександр Коробко
- Ренат Абдулін
- Ігор Авдеєв
- Михайло Габишев
- Олександр Кіров
- / Євгеній Климов
- Олег Лотов
- Євгеній Луньов
- Денис Мамонов
- Дмитро Мамонов
- Данияр Муканов
- Максим Низовцев
- Євгеній Тарасов
- Андрій Травин
- Сергій Хижниченко
- В'ячеслав Ербес
- Серик Жейлитбаєв
- Іван Д'ягольченко
- Роман Кагазежев
- Чарияр Мухадов
- Олег Сабіров
- Гамлет Мхітарян
- / Георгій Гогіашвілі
- Отар Хізанейшвілі
- / Олег Головань
- Руслан Бідненко
- Владимир Вуйович
- Тауфік Салхі

## Відомі тренери
- Р. Данилов
- Б. Єркович
- М. Петров
- Андрій Чен Ір Сон
- Г. Костюченко
- В. Скулкін
- Сергій Квочкін (1976—1978; 1984, з липня — 1986)
- В. Трегубов
- Фарид Хасимутдінов (?-1984, 1-ша пол.)
- Сергій Гороховодацький (1987—1998; 2004—2006)
- Валерій Журавльов (1999—2000)
- Анатолій Чернов (2001)
- Вахід Масудов (2002, 2011)
- В'ячеслав Федоров (2003)
- Олександр Піскарьов (2004)
- Павло Євтеєв (2007, 2009, 2014 - н.ч.)
- Олександр Голоколосов (2007, 2008, 2011,)
- Андрій Мірошниченко (2009)
- Ойрат Саудов (2009)
- Павло Салій (2012)
- Володимир Фомичов (2012-2014)